# Grand Prix Španělska 2014
Grand Prix Španělska 2014 (oficiálně Formula 1 Gran Premio de España Pirelli 2014) se jela na okruhu Circuit de Catalunya v Montmeló ve Španělsku dne 11. května 2014. Závod byl pátým v pořadí v sezóně 2014 šampionátu Formule 1.

## Kvalifikace
| Poř.                       | No. | Jezdec            | Konstruktér             | Časy v kvalifikaci | Časy v kvalifikaci | Časy v kvalifikaci | Pořadí na startu |
| Poř.                       | No. | Jezdec            | Konstruktér             | Q1                 | Q2                 | Q3                 | Pořadí na startu |
| -------------------------- | --- | ----------------- | ----------------------- | ------------------ | ------------------ | ------------------ | ---------------- |
| 1                          | 44  | Lewis Hamilton    | Mercedes                | 1:27.238           | 1:26.210           | 1:25.232           | 1                |
| 2                          | 6   | Nico Rosberg      | Mercedes                | 1:26.764           | 1:26.088           | 1:25.400           | 2                |
| 3                          | 3   | Daniel Ricciardo  | Red Bull Racing-Renault | 1:28.053           | 1:26.613           | 1:26.285           | 3                |
| 4                          | 77  | Valtteri Bottas   | Williams-Mercedes       | 1:28.198           | 1:27.563           | 1:26.632           | 4                |
| 5                          | 8   | Romain Grosjean   | Lotus-Renault           | 1:28.472           | 1:27.258           | 1:26.960           | 5                |
| 6                          | 7   | Kimi Räikkönen    | Ferrari                 | 1:28.308           | 1:27.335           | 1:27.104           | 6                |
| 7                          | 14  | Fernando Alonso   | Ferrari                 | 1:28.329           | 1:27.602           | 1:27.140           | 7                |
| 8                          | 22  | Jenson Button     | McLaren-Mercedes        | 1:28.279           | 1:27.570           | 1:27.335           | 8                |
| 9                          | 19  | Felipe Massa      | Williams-Mercedes       | 1:28.061           | 1:27.016           | 1:27.402           | 9                |
| 10                         | 1   | Sebastian Vettel  | Red Bull Racing-Renault | 1:27.958           | 1:27.052           | Bez času           | 15               |
| 11                         | 27  | Nico Hülkenberg   | Force India-Mercedes    | 1:28.155           | 1:27.685           |                    | 10               |
| 12                         | 11  | Sergio Pérez      | Force India-Mercedes    | 1:28.469           | 1:28.002           |                    | 11               |
| 13                         | 26  | Daniil Kvjat      | Toro Rosso-Renault      | 1:28.074           | 1:28.039           |                    | 12               |
| 14                         | 21  | Esteban Gutiérrez | Sauber-Ferrari          | 1:28.374           | 1:28.280           |                    | 13               |
| 15                         | 20  | Kevin Magnussen   | McLaren-Mercedes        | 1:28.389           | Bez času           |                    | 14               |
| 16                         | 25  | Jean-Éric Vergne  | Toro Rosso-Renault      | 1:28.194           | Bez času           |                    | 21               |
| 17                         | 99  | Adrian Sutil      | Sauber-Ferrari          | 1:28.563           |                    |                    | 16               |
| 18                         | 4   | Max Chilton       | Marussia-Ferrari        | 1:29.586           |                    |                    | 17               |
| 19                         | 17  | Jules Bianchi     | Marussia-Ferrari        | 1:30.177           |                    |                    | 18               |
| 20                         | 9   | Marcus Ericsson   | Caterham-Renault        | 1:30.312           |                    |                    | 19               |
| 21                         | 10  | Kamui Kobajaši    | Caterham-Renault        | 1:30.375           |                    |                    | 20               |
| 107% času vítěze: 1:32.837 |     |                   |                         |                    |                    |                    |                  |
| —                          | 13  | Pastor Maldonado  | Lotus-Renault           | Bez času           |                    |                    | 22               |
| Zdroj:                     |     |                   |                         |                    |                    |                    |                  |

Poznámky
1. ↑  Sebastian Vettel obdržel trest posunu o 5 míst vzad za neplánovanou výměnu převodovky.
2. ↑  Jean-Éric Vergne obdržel trest posunu o 10 míst vzad za nebezpečné vypuštění z boxů během tréninku.
3. ↑  Pastor Maldonado nezaznamenal čas, kterým by se kvalifikoval ve 107 % času vítěze. Start mu byl povolen sportovními komisaři.

## Závod
| Poř.   | No. | Jezdec            | Konstruktér             | Počet kol | Čas/Odstoupení | Pořadí na startu | Body |
| ------ | --- | ----------------- | ----------------------- | --------- | -------------- | ---------------- | ---- |
| 1      | 44  | Lewis Hamilton    | Mercedes                | 66        | 1:41:05.155    | 1                | 25   |
| 2      | 6   | Nico Rosberg      | Mercedes                | 66        | +0.636         | 2                | 18   |
| 3      | 3   | Daniel Ricciardo  | Red Bull Racing-Renault | 66        | +49.014        | 3                | 15   |
| 4      | 1   | Sebastian Vettel  | Red Bull Racing-Renault | 66        | +1:16.702      | 15               | 12   |
| 5      | 77  | Valtteri Bottas   | Williams-Mercedes       | 66        | +1:19.293      | 4                | 10   |
| 6      | 14  | Fernando Alonso   | Ferrari                 | 66        | +1:27.743      | 7                | 8    |
| 7      | 7   | Kimi Räikkönen    | Ferrari                 | 65        | +1 kolo        | 6                | 6    |
| 8      | 8   | Romain Grosjean   | Lotus-Renault           | 65        | +1 kolo        | 5                | 4    |
| 9      | 11  | Sergio Pérez      | Force India-Mercedes    | 65        | +1 kolo        | 11               | 2    |
| 10     | 27  | Nico Hülkenberg   | Force India-Mercedes    | 65        | +1 kolo        | 10               | 1    |
| 11     | 22  | Jenson Button     | McLaren-Mercedes        | 65        | +1 kolo        | 8                |      |
| 12     | 20  | Kevin Magnussen   | McLaren-Mercedes        | 65        | +1 kolo        | 14               |      |
| 13     | 19  | Felipe Massa      | Williams-Mercedes       | 65        | +1 kolo        | 9                |      |
| 14     | 26  | Daniil Kvjat      | Toro Rosso-Renault      | 65        | +1 kolo        | 12               |      |
| 15     | 13  | Pastor Maldonado  | Lotus-Renault           | 65        | +1 kolo        | 22               |      |
| 16     | 21  | Esteban Gutiérrez | Sauber-Ferrari          | 65        | +1 kolo        | 13               |      |
| 17     | 99  | Adrian Sutil      | Sauber-Ferrari          | 65        | +1 kolo        | 16               |      |
| 18     | 17  | Jules Bianchi     | Marussia-Ferrari        | 64        | +2 kola        | 18               |      |
| 19     | 4   | Max Chilton       | Marussia-Ferrari        | 64        | +2 kola        | 17               |      |
| 20     | 9   | Marcus Ericsson   | Caterham-Renault        | 64        | +2 kola        | 19               |      |
| Ret    | 10  | Kamui Kobajaši    | Caterham-Renault        | 34        | Brzdy          | 20               |      |
| Ret    | 25  | Jean-Éric Vergne  | Toro Rosso-Renault      | 24        | Výfuk          | 21               |      |
| Zdroj: |     |                   |                         |           |                |                  |      |

## Průběžné pořadí po závodě
Pohár jezdců
|   | Pořadí | Jezdec           | Body |
| - | ------ | ---------------- | ---- |
| 1 | 1      | Lewis Hamilton   | 100  |
| 1 | 2      | Nico Rosberg     | 97   |
|   | 3      | Fernando Alonso  | 49   |
| 1 | 4      | Sebastian Vettel | 45   |
| 1 | 5      | Daniel Ricciardo | 39   |

Pohár konstruktérů
|   | Pořadí | Konstruktér             | Body |
| - | ------ | ----------------------- | ---- |
|   | 1      | Mercedes                | 197  |
|   | 2      | Red Bull Racing-Renault | 84   |
| 1 | 3      | Ferrari                 | 66   |
| 1 | 4      | Force India-Mercedes    | 57   |
| 1 | 5      | Williams-Mercedes       | 46   |